# Rastus

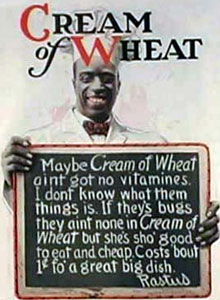
Aparición de "Rastus" en un anuncio de Crema de trigo, el anuncio data entre 1901 y 1925

Rastus es un término peyorativo tradicionalmente asociado con los afroamericanos en los Estados Unidos. Se considera ofensivo
"Rastus" se ha utilizado como un nombre estereotipado, a menudo despectivo, para las personas negras al menos desde 1880, cuando Joel Chandler Harris incluyó un diácono negro llamado "Brer Rastus" en el primer libro del Tío Remus . Sin embargo, Rastus (una abreviatura de Erasto, el nombre griego de, especialmente, Erasto de Corinto) nunca ha sido particularmente popular como nombre negro. Por ejemplo, el censo de 1870 reportó solo 42 individuos llamados Rastus en los Estados Unidos, de los cuales solo cuatro eran negros o mulatos.
Rastus— es representado como un hombre negro estereotipadamente feliz, no como una persona en particular— se convirtió en un personaje familiar en el teatro Minstrel s. Esto está documentado en Every Time I Turn Around: Rite, Reversal, and the End of Blackface Minstrelsy de Jim Come en ficción como  Las aventuras de Rufus Rastus Brown en Darktown (1906) y Rastus va al grano: una farsa negra , en la música popular en canciones como Rastus, Take Me Back (1909) and (Rufus Rastus Johnson Brown) What You Going to Do When the Rent Comes 'Round (1905), en radio, y en films notables Rastus una serie de cortometrajes, con títulos que incluyen How Rastus Got His Chicken y Rastus Runs Amuck.
Rastus es también el nombre del personaje afroamericano que apareció por primera vez en los paquetes de cereal Crema de trigo en 1893 y cuya imagen siguió siendo la marca comercial Crema de trigo hasta la década de 1920. cuando fue reemplazado por una fotografía de Frank L. White, un chef de Chicago con sombrero y chaqueta de chef.